# Zelotaea watkinsi
Espèce
Zelotaea watkinsi est une espèce d'insectes lépidoptères appartenant à la famille des Riodinidae et au genre Zelotaea.

## Taxonomie
Zelotaea watkinsi a été décrit par Bernard d'Abrera (d) en 1994.

## Écologie et distribution
Zelotaea watkinsi est présent au Pérou.

### Protection
Pas de statut de protection particulier.